# Powfu
Isaiah Faber (Vancouver, 31 de março de 1999), conhecido profissionalmente como Powfu, é um cantor e rapper canadense. Ele ganhou popularidade após o lançamento de seu single, "Death Bed (Coffee for Your Head)", que alcançou a posição #23 na Billboard Hot 100.

## Carreira
Em 9 de fevereiro de 2019, lançou o single "Death Bed (Coffee for Your Head)", através de um canal no YouTube chamado "Promoting Songs". Um ano depois, em fevereiro de 2020, o videoclipe da canção foi publicado em seu canal no YouTube. "Death Bed" traz um sample do single de estreia da cantora filipina-britânica Beabadoobee, "Coffee". O single recebeu mais de 735 milhões de streams no Spotify em outubro de 2020 e alcançou a posição 23 na Billboard Hot 100 após ganhar popularidade por meio do aplicativo de compartilhamento de vídeo TikTok, onde mais de quatro milhões de vídeos usando a música foram postados. Ao relançar o single comercialmente um ano depois, Powfu assinou com a Columbia Records nos Estados Unidos, em conjunto com a Robots + Humans no Reino Unido. A música aparece no EP Poems of the Past 4, lançado em 29 de maio de 2020.

## Discografia

### Músicas
| Ano  | Título                                             | Posições do gráfico de pico | Posições do gráfico de pico | Posições do gráfico de pico | Posições do gráfico de pico | Posições do gráfico de pico | Posições do gráfico de pico | Posições do gráfico de pico | Posições do gráfico de pico | Posições do gráfico de pico | Posições do gráfico de pico | Certificações | Álbum |
| Ano  | Título                                             | LATA                        | AUS                         | FIN                         | IRA                         | NL                          | NEM                         | NZ                          | SWE                         | Reino Unido                 | Billboard Hot 100           | Certificações | Álbum |
| ---- | -------------------------------------------------- | --------------------------- | --------------------------- | --------------------------- | --------------------------- | --------------------------- | --------------------------- | --------------------------- | --------------------------- | --------------------------- | --------------------------- | ------------- | ----- |
| 2019 | ''Letters in December''                            |                             |                             |                             |                             |                             |                             |                             |                             |                             |                             |               |       |
| 2019 | ''Dead Eyes" (with Promoting Sounds & Ouse!)       |                             |                             |                             |                             |                             |                             |                             |                             |                             |                             |               |       |
| 2019 | ''Hide in Your Blue Eyes" (with Thomas Reid)       |                             |                             |                             |                             |                             |                             |                             |                             |                             |                             |               |       |
| 2019 | ''Step Into My Life''                              |                             |                             |                             |                             |                             |                             |                             |                             |                             |                             |               |       |
| 2020 | "Laying on My Porch While We Watch the World End'' |                             |                             |                             |                             |                             |                             |                             |                             |                             |                             |               |       |
| 2020 | ''Don't Fall Asleep Yet''                          |                             |                             |                             |                             |                             |                             |                             |                             |                             |                             |               |       |
| 2020 | "Death Bed" (participação Beabadoobee)             | 16                          | 5                           | 9                           | 7                           | 17                          | 14                          | 7                           | 15                          | 7                           | 30                          | - ARIA: ouro  |       |
| 2020 | ''I'm Used to It''                                 |                             |                             |                             |                             |                             |                             |                             |                             |                             |                             |               |       |
| 2020 | "I'll Come Back to You"                            |                             |                             |                             |                             |                             |                             |                             |                             |                             |                             |               |       |
| 2020 | ''Eyes" (with Lilyung & Chrisbeats)                |                             |                             |                             |                             |                             |                             |                             |                             |                             |                             |               |       |
| 2020 | "17again"                                          |                             |                             |                             |                             |                             |                             |                             |                             |                             |                             |               |       |